# New York-New York Hotel & Casino
El New York-New York Hotel & Casino es un hotel y casino localizado en el famoso strip de Las Vegas, en el 3790 Las Vegas Boulevard South, en Paradise, Nevada.  Es uno de los hoteles más grandes operados por MGM Mirage. Actualmente es el único hotel de Las Vegas con montaña rusa, anteriormente el Stratosphere también tenía una montaña rusa pero fue desmantelada.

## Historia
El 3 de enero de 1997 se inauguró según el proyecto anunciado en 1994 por  MGM Grand Inc. y Primadonna Resorts.  
Después de los Ataques del 11 de septiembre, muchas personas enviaron espontáneamente varios objetos y presentes al New York-New York, especialmente camisetas de policías, bomberos y voluntarios de alrededor del país.  Estos presentes se pueden encontrar a lo largo de la cerca que rodea la estatua de la libertad.  Ante la respuesta de la gente, la dirección del hotel decidió crear un Memorial permanente.  Las Torres Gemelas del World Trade Center no están incluidas en la fachada del hotel.

## Galería de imágenes

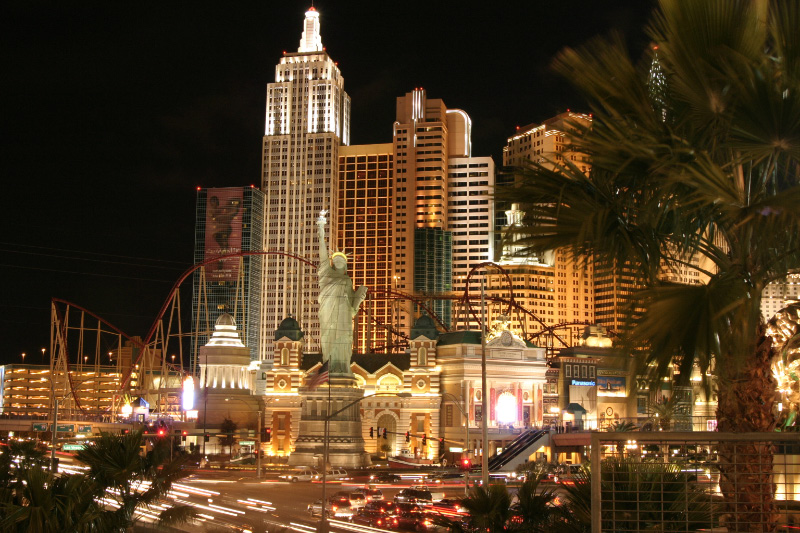
The New York-New York casino en la noche, desde el Strip
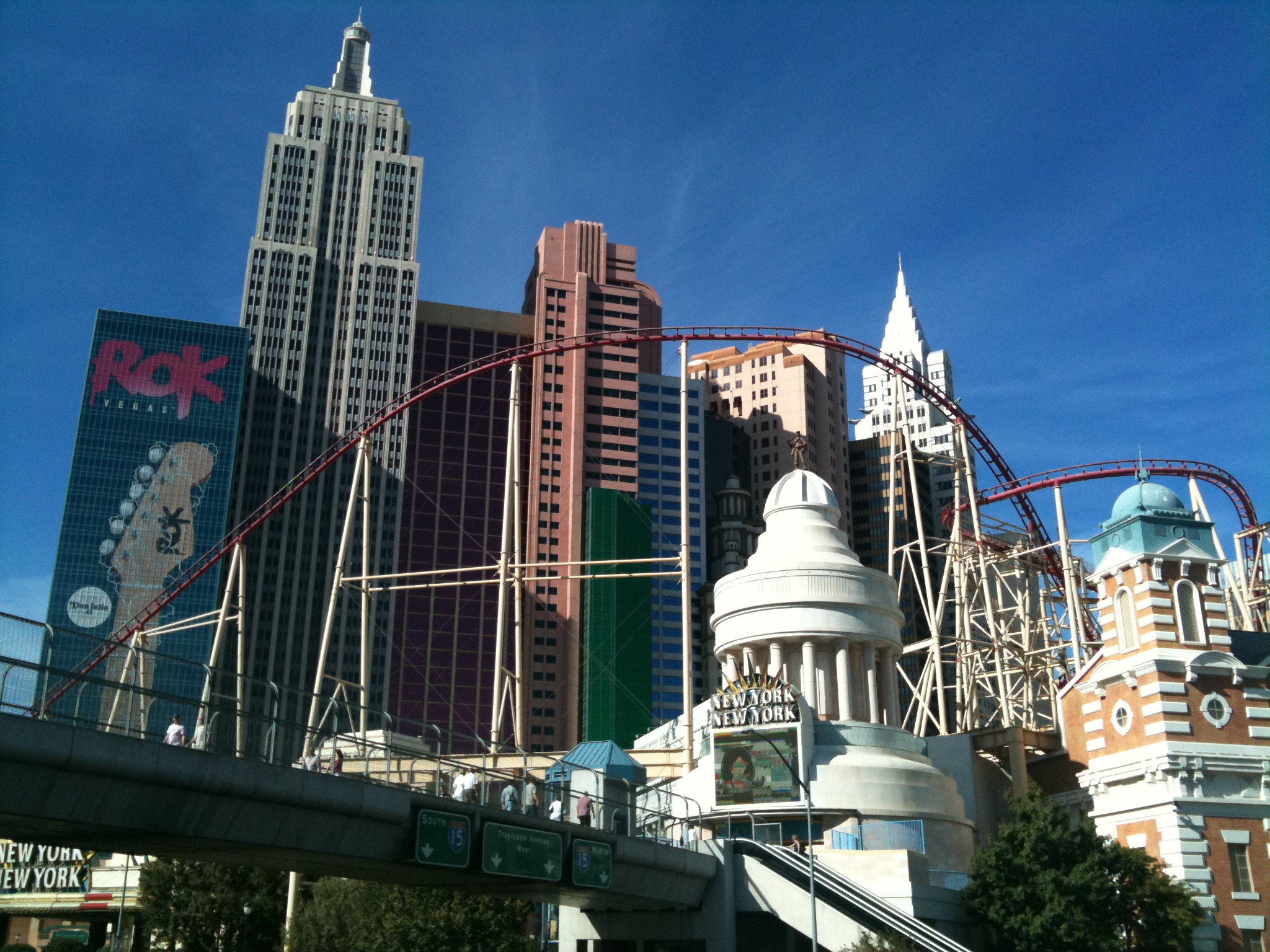
New York New York una recreación del skyline de Nueva York, visto desde Tropicana Ave
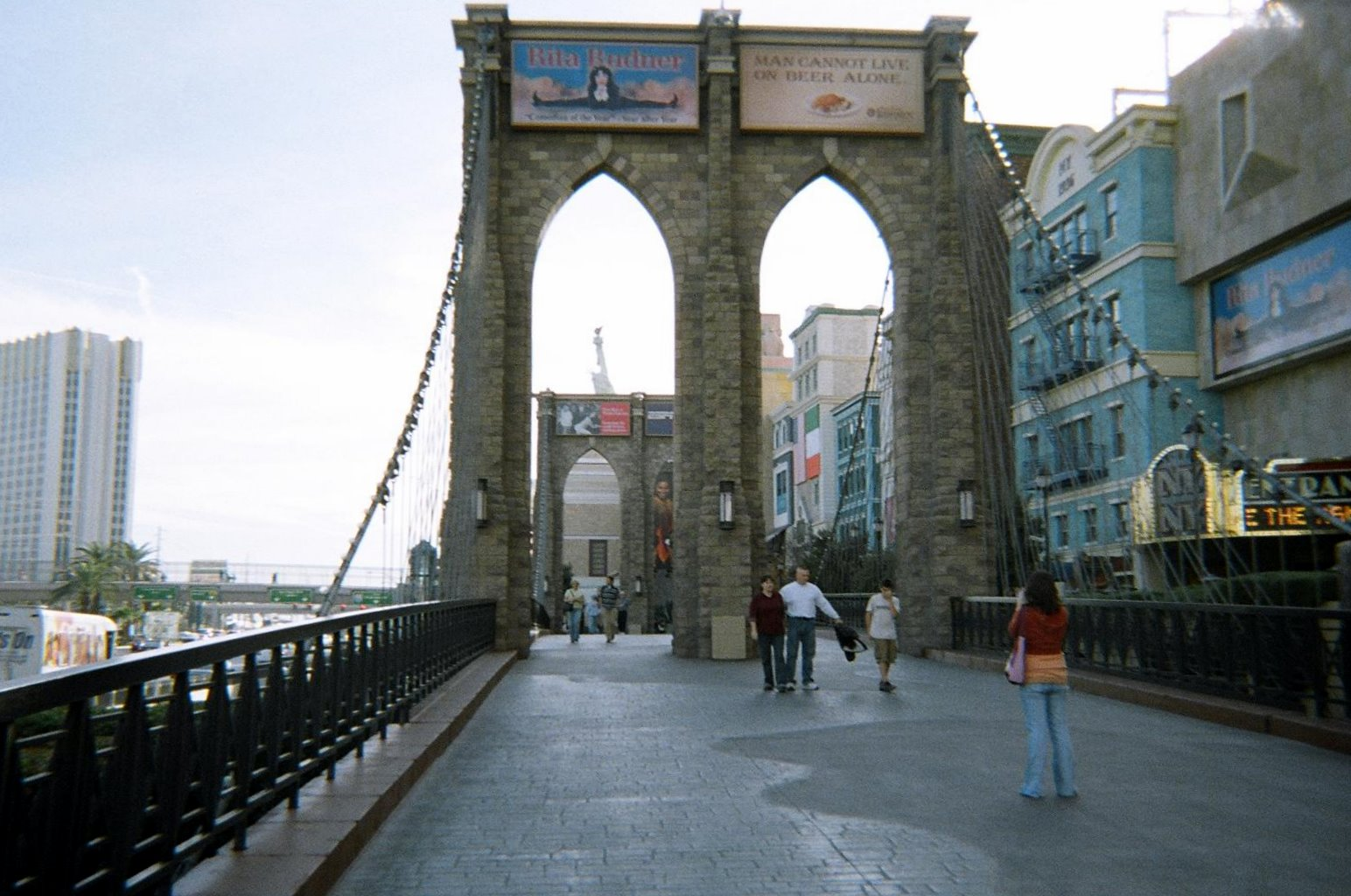
Réplica de puente de Brooklyn de NY.